# Роговик сумнівний
Роговик сумнівний, діходон сумнівний як Dichodon dubium (Cerastium dubium) — вид рослин з родини гвоздикових (Caryophyllaceae), поширений у північно-західній Африці, Європі крім півночі, у західній Азії.

## Опис
Однорічна рослина 5–20 см заввишки. Рослини розсіяно запушені залозистими волосками. Листки лопаткоподібні або довгасті. Чашолистки 5–6 мм довжиною, тупуваті або гострі; пелюстки довші за чашолистки на 1/3 або на 1/2; коробочки вдвічі довші від чашечки.

## Поширення
Поширений у північно-західній Африці, Європі крім півночі, у Західній Азії.
В Україні вид зростає у вологих місцях — у Степу і Криму, нерідко.